# Robert Bitker
Robert Bitker (hebr. ‏רוברט ביטקר‎, ur. 1907 w Imperium Rosyjskim, zm. 1977 w Stanach Zjednoczonych) – rosyjski Żyd, oficer Białej Armii, uczestnik wojny domowej w Rosji, członek i dowódca Bejtaru w Republice Chińskiej, a także dowódca Irgunu w 1937 roku.

## Życiorys
Urodził się w Imperium Rosyjskim w 1907 roku w zasymilowanej rodzinie żydowskiej. Niewiele wiadomo na temat jego młodości. W trakcie wojny domowej w Rosji służył jako oficer w Białej Armii. W 1921 roku wyjechał z Władywostoku do Szanghaju. 
Alon podaje, że służył tam w stopniu pułkownika jako dowódca batalionu ochotników z Europy, których zadaniem była ochrona ludności zamieszkującej enklawę pod wpływami brytyjskimi . Natomiast według Bena-Jeruchama na początku lat 30. wstąpił do Bejtaru i dowodził jego brygadą na obszarze administrowanym przez Brytyjczyków. Podczas pobytu w Chinach został z czasem mianowany dowódcą Bejtaru w Chinach . 
W 1937 roku dokonał aliji do Palestyny . W tym samym roku doszło rozłamu w Haganie Bet – ze względu na brak zgody Ze’ewa Żabotyńskiego na połączenie się Hagany Bet z Haganą Awraham Tehomi z grupą popierających go bojowników postanowili powrócić do Hagany. Organizacja musiała zostać zorganizowana na nowo. Oficjalnie zaczęto używać nazwy Irgun Cewai Leumi. Żabotyński zgodził się z rekomendacją nowego sztabu, aby dowódcą został Bitker. Wybór ten wynikał z tego, iż był on osoba nową w Palestynie i nie był zaangażowany w żadne spory personalne pomiędzy dowódcami . Nie zyskał sobie jednak przychylności podwładnych. Nie znał języka hebrajskiego (jego tłumaczem był Awraham Stern) i nie rozumiał lokalnej mentalności. Postrzegany był jako osoba dziwna i śmieszna, ponieważ był wysokim mężczyzną z nadwagą, noszącym białe garnitury . Z racji na strój i posturę przezywano go Montblanc. Lubił zajmować się także handlem i często przesiadywał w kawiarni „Bimbadi”, od której nazwy zyskał przydomek Abu Bimbadi. Dodatkowo nie posiadał cech przywódcy operacyjnego. Dość szybko od objęcia stanowiska scedował część uprawnień i zadań na niższe szczeble. Znacznie lepiej radził sobie z planowaniem strategicznym. 
Podczas jego kadencji doszło do kontrowersyjnej operacji zdobycia funduszy na potrzeby Irgunu. 12 września 1937 roku trzech członków Ecelu napadło na kuriera Banku Ha-Poa’lim w Tel Awiwie i ukradło ok. 5400 funtów palestyńskich. W wyniku obławy zostali oni złapani i skazani. Operacja ta negatywnie wpłynęła na obraz organizacji, co sprawiło, że Bitker został wezwany do Warszawy na przesłuchanie w związku ze zdarzeniem. Okazało się, że wydał zgodę na napad bez wiedzy sztabu Irgunu. W związku z tym wymuszono na nim rezygnację z funkcji dowódcy Ecelu, a jego funkcję przejął Mosze Rozenberg . 
Wyemigrował do Stanów Zjednoczonych, gdzie mieszkał do swojej śmierci w 1977 roku .